# Bisdom Orán

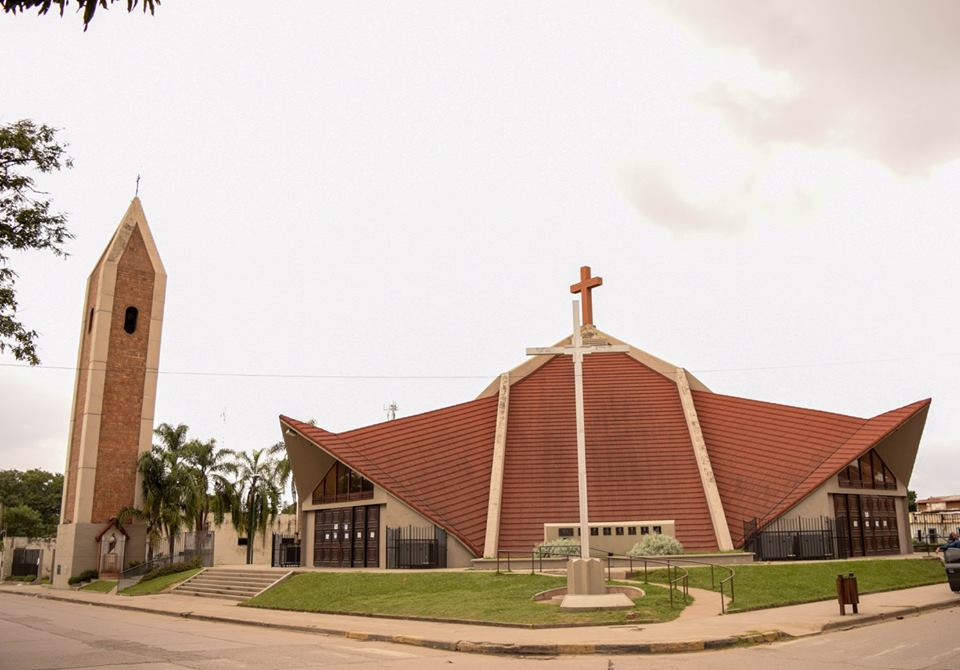
De kathedraal van San Ramon de la Nueva Oran

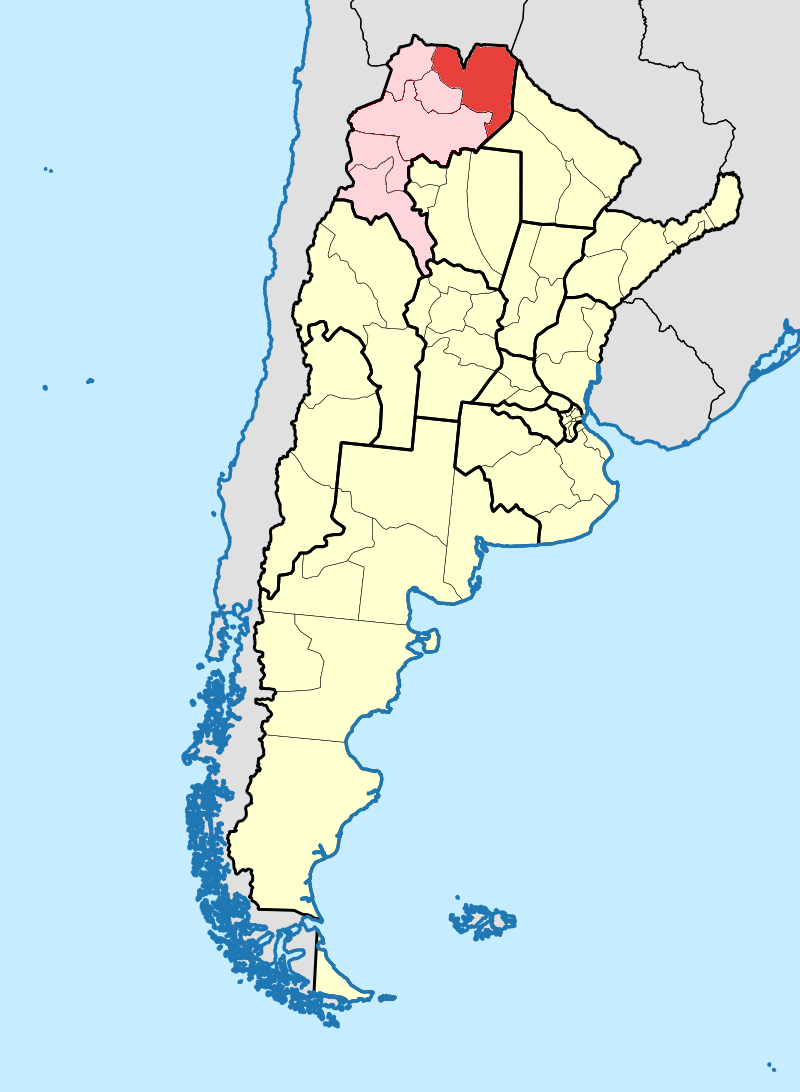
Het bisdom (rood) binnen de kerkprovincie Salta (roze)

Het bisdom Orán (Latijn: Dioecesis Novoraniensis) is een rooms-katholiek bisdom met als zetel San Ramón de la Nueva Orán in Argentinië. Het bisdom is suffragaan aan het aartsbisdom Salta. Het bisdom werd opgericht in 1961.
In 2019 telde het bisdom 27 parochies. Het bisdom heeft een oppervlakte van 56.880 km² en telde in 2019 366.000 inwoners waarvan 89,8% rooms-katholiek waren. 

## Bisschoppen
- Francisco Felipe de la Cruz Muguerza, O.F.M. (1961-1969)
- Manuel Guirao (1970-1981)
- Gerardo Eusebio Sueldo (1982-1993)
- Mario Antonio Cargnello (1994-1998)
- Jorge Rubén Lugones, S.J. (1999-2008)
- Marcelo Daniel Colombo (2009-2013)
- Gustavo Óscar Zanchetta (2013-2017)
- Luis Antonio Scozzina, O.F.M. (2018-)

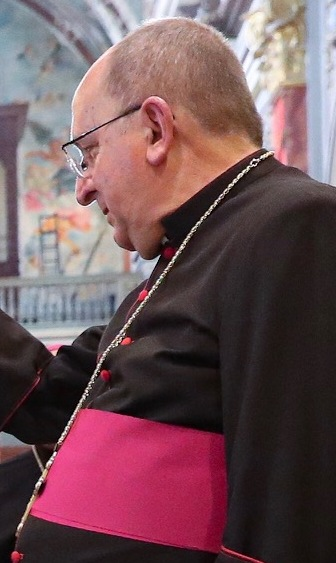
Mario Antonio Cargnello

Salta (aartsbisdom) · Cafayate (territoriale prelatuur) · Catamarca · Humahuaca (territoriale prelatuur) · Jujuy · Orán